# Maria Assunção de Bragança
Maria da Assunção de Bragança (de seu nome completo: Maria da Assunção Ribeiro do Carmo e Bragança; Lisboa, 12 de março de 1831 – Roma, 9 de julho de 1897) foi a primeira filha natural do rei D. Miguel I de Portugal e resultante da relação do monarca com uma nobre portuguesa de seu nome D. Antónia Francisca Ribeiro do Carmo. Esta filha, que nasceu em pleno período do reinado de seu pai, foi publicamente reconhecida pelo próprio monarca no ano de 1839.

## Biografia

### Nascimento e primeiros anos em Portugal
D. Maria da Assunção Ribeiro do Carmo e Bragança nasceu a 12 de março de 1831 em Lisboa, Portugal, filha natural do rei D. Miguel I de Portugal, então ainda solteiro, e da nobre portuguesa D. Antónia Francisca Ribeiro do Carmo, a qual vivia entre Portugal e a Itália, e com quem o monarca manteve uma relação durante vários anos. Morava na Rua Larga de São Roque, no 1º andar de uma casa fronteira à Travessa do Poço da Cidade, em Lisboa, que D. Miguel I frequentava «quase sempre de noite, acompanhado por alguns dos seus íntimos». No entanto, terá tido também uma casa de hóspedes ao Corpo Santo, segundo informações que Alberto Pimentel recolheu do Marquês de Valada. Foi nessa casa que o Príncipe Lichnowsky a conheceu, em 1842, considerando-a «uma bela mulher com ainda clássicos vestígios de depostos encantos».

### Exílio de D. Miguel e a partida para a Itália
Quando D. Miguel partiu para o exílio a 26 de maio de 1834, D. Maria da Assunção de Bragança foi levada com ele, sendo depois entregue aos cuidados de Mariana da Gama, viúva de José Luís da Rocha, o "particular" do monarca que substituíra o Visconde de Queluz como seu secretário. D. Maria da Assunção passou, então, a viver nos arredores de Roma e para o seu sustento era gasto um terço da mesada que D. Miguel recebia do Papa Gregório XVI.
Depois de D. Miguel deixar o seu exílio na Itália e partir para a Alemanha, D. Maria da Assunção de Bragança permaneceu em Roma e, no ano de 1893, residia na Via del Plesbicito, perto da Piazza Venezia, no n.º 112, 3º andar, sustentada, ao que parece, por uma pequena pensão do Instituto Português de Santo António.

### Morte
D. Maria da Assunção de Bragança morreu em Roma, na Itália, a 9 de julho de 1897. Dessa morte deu notícia o jornal Le Figaro do dia seguinte, em Paris, dizendo que se tratava do falecimento da «filha natural do falecido rei D. Miguel» que tinha vivido «modestamente» na Cidade Eterna «ocupando-se de obras de caridade». A mesma edição do jornal francês acrescentava que D. Maria Assunta (era este o nome italiano que lhe dava) aspirara por momentos a ser declarada princesa de sangue real. A rematar, afirmava que «a defunta era muito estimada no Vaticano».
Em relação à estima da Santa Sé por D. Maria da Assunção de Bragança a mesma encontra-se confirmada por várias fontes, sendo a menos insuspeita a do próprio São Daniel Comboni, fundador do Instituto dos Filhos do Sagrado Coração de Jesus e que o Papa João Paulo II canonizou no ano de 2003. No Verão de 1865, o fundador dos Missionários Combonianos preparava-se para pôr em prática o seu projecto evangelizador do continente africano, mas, para tanto, entendeu que lhe era indispensável aprender a língua portuguesa. Então tomou por mestra uma senhora que era, nas suas palavras, a «Sua Alteza Real Dona Maria Assunção de Bragança». Esta «virtuosa princesa», dizia ele ao padre Francisco Bricolo, seu amigo, tinha 32 anos de idade, era de uma «rara piedade» e «possuía um coração imenso». Por causa disso tornou-se na menina querida do Papa Pio IX, de Giacomo Antonelli (o Cardeal Secretário de Estado) e do Cardeal Patrizi. Daniel Comboni considerava-a «um grande exemplo de desapego do mundo» e confiava que fosse «como um apóstolo para beneficiar o [seu] plano». Foi exactamente isso que aconteceu: D. Maria da Assunção de Bragança tornou-se a mais dedicada colaboradora do santo em Roma e desempenhou um papel considerado decisivo na difusão da obra lançada por Comboni e abençoada pelo Santo Padre.

## Reconhecimento e pretensões
Em virtude da necessidade de D. Miguel afirmar os seus direitos dinásticos perdidos pela Constituição Monárquica de 1838 e de assegurar descendência, reconheceu-a, publicamente, em Albano, na Itália, a 2 de agosto de 1839, e permitiu-lhe, desse modo, a reivindicação do estatuto de Infanta de Portugal e, consequentemente, de Princesa da Beira e de Princesa Real de Portugal. Pelo facto desta filha ter nascido antes da aplicação da Lei do Banimento que, após as guerras liberais, obrigaram ao exílio o rei e os seus descendentes, e somando os factos desta filha natural ter nascido em plena vigência do reinado do pai e de ter sido reconhecida pelo próprio, a mesma reivindicou direitos de sucessão ao trono de Portugal.
O próprio Papa Pio IX quis legitimar canonicamente D. Maria da Assunção de Bragança como filha de D. Miguel, contudo o Cardeal Antonelli demoveu-o desse propósito recordando-o que poderia existir, quanto à mãe, cuja biografia não era suficientemente conhecida, algum impedimento canónico.
Mais tarde, em 1833 ou 1834, já no último ano do reinado de D. Miguel I e novamente antes da aplicação da Lei do Banimento, o monarca teve ainda uma segunda filha natural, D. Maria de Jesus de Bragança, com uma senhora de origens humildes residente em Santarém. Esta segunda filha, em virtude da mãe não pertencer à nobreza portuguesa, não gozou do mesmo reconhecimento público que D. Maria da Assunção de Bragança; todavia, o rei conferiu a esta, tal como à primeira filha, o direito ao uso dos apelidos da realeza para efeitos de registo de baptismo e de semi-legitimação paterna.
Tanto D. Maria da Assunção de Bragança como a sua meia-irmã D. Maria de Jesus de Bragança reivindicaram direitos de sucessão (embora estes tenham sido ocultados devido aos interesses pessoais da filiação de D. Miguel nascida no exílio) e ambas casaram e deixaram descendência.